# John Bartram
John Bartram (Darby, Pennsilvània, 23 de març de 1699 - Filadèlfia, 22 de setembre de 1777) va ser un botànic dels Estats Units quan encara eren una colònia anglesa. Carl von Linné digué que ell era el "botànic més gran del Món."
Bartram era quàquer. No tenia formació més enllà de l'escola primària. La seva afecció per la botànica la va convertir també en un negoci.
El 1743 visità les ribes del llac Ontario i escriví una obra sobre això: Observations on the Inhabitants, Climate, Soil, Rivers, Productions, Animals, and other Matters Worthy of Notice, made by Mr. John Bartram in his Travels from Pennsylvania to Onondaga, Oswego, and the Lake Ontario, in Canada (Londres, 1751). També visità Florida i el riu Ohio.
Bartram va ser un dels primers practicants de les teoris de Linnaeus a Amèrica del Nord. Els seus espècimens de plantes varen ser portats a Linnaeus, Dillenius i Gronovius, i ajudà Pehr Kalm a recollir plantes de 1748-1750.
John Bartram High School de Philadelphia rep aquest nom en honor seu.
Signatura com a botànic:Bartram